# 維賈伊·魯伯尼
維賈伊·拉姆尼克拉爾·魯帕尼（英語：Vijay Ramniklal Rupani，1956年8月2日—2025年6月12日）是一位印度政治人物，曾於2016年至2021年擔任古吉拉特邦首席部長。他是印度人民党（BJP）的成員，他曾代表拉傑果德西選區，擔任古吉拉特邦立法會議員。2025年，魯帕尼在印度航空171號班機空難中罹難。

## 早年生活與學生時期政治活動
維賈伊·魯帕尼於1956年8月2日出生於缅甸仰光省的一个耆那教巴尼亚家庭。 是家庭中第七個兒子，也是老么。由於緬甸政局不穩，他的家人在1960年遷居至印度古吉拉特邦的拉杰果德。他的父親拉西克拉爾·魯帕尼（Rasiklal Rupani）原在緬甸從事穀物貿易，搬遷後轉為在拉傑果德經營滾珠軸承買賣。
魯帕尼日後接受高等教育，先後於達門德拉辛吉文理學院取得文學學士學位，並於索拉特大學獲得法學士（LLB）學位。 學位。在學生時期，他活躍於校園政治，加入印度教右翼民族主義準軍事組織「國民志願服務團」（Rashtriya Swayamsevak Sangh，RSS）及其附屬學生組織「全印學生協會」（Akhil Bharatiya Vidyarthi Parishad，ABVP）。 1971 年，鲁帕尼加入了印度人民同盟（BJS 或 JS；通常称为 Jan Sangh），这是一个极右翼政党，是 RSS 的政治部门，也是印度人民党（BJP）的前身。 

## 政治生涯

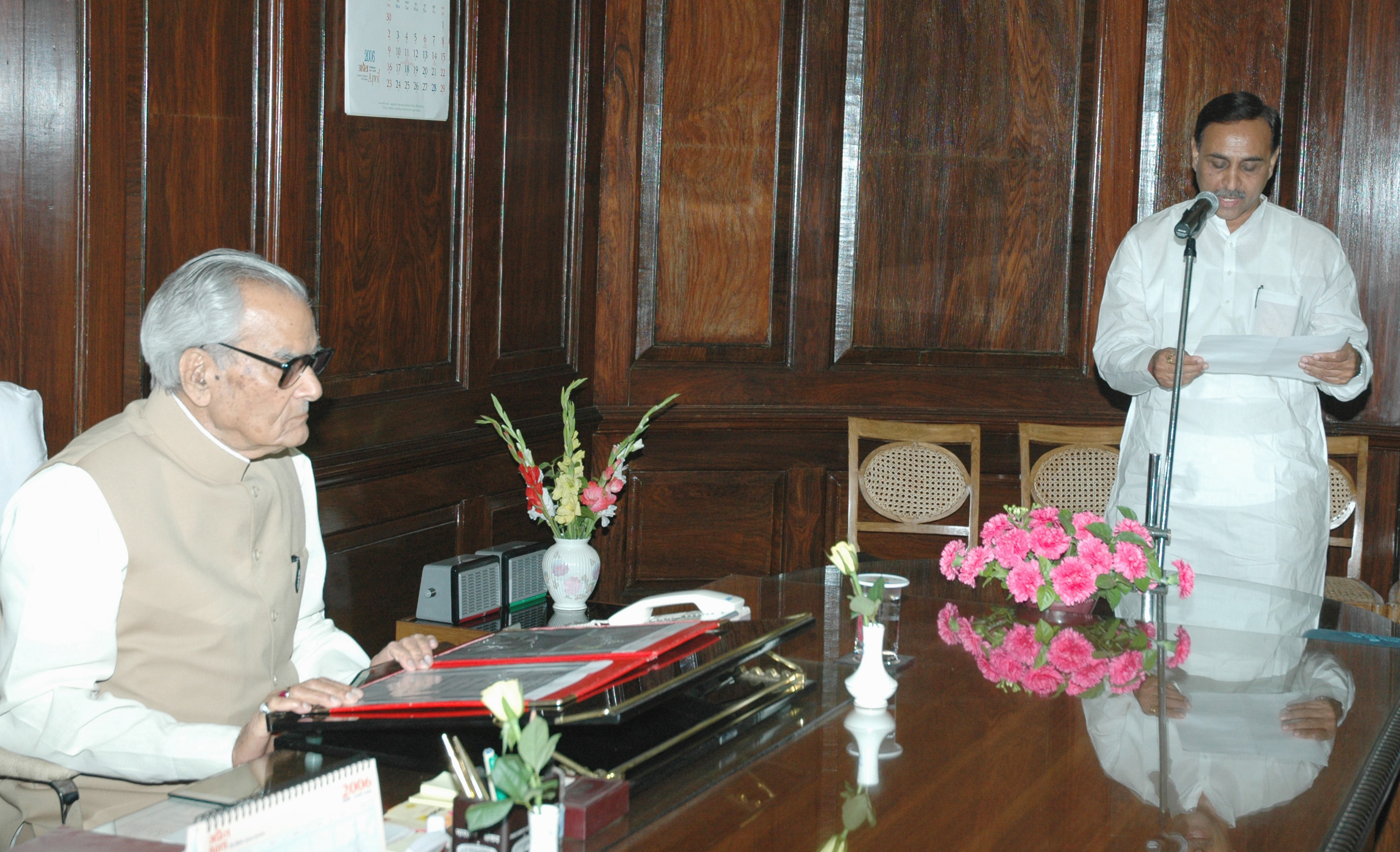
2006年，魯帕尼在印度副總統印度副總統巴伊倫·辛格·謝卡瓦特的監誓下，宣誓就任聯邦上議院（拉賈雅·薩巴）議員。

魯帕尼參與了「重建運動」，該運動是一場針對經濟危機與貪腐問題的社會政治運動，發生於印度實施緊急狀態之前。在緊急狀態期間，他曾遭拘留11個月，先後被關押於布吉和包納加爾監獄。
作為國民志願服務團與印度人民同盟的成員，魯帕尼自1980年印度人民黨創立以來即加入該黨。 
他於1987年當選拉傑果德市政公司議員，並於1996年至1997年期間擔任該市市長。2006年，他獲任為印度人民黨古吉拉特邦支部總幹事，同年當選聯邦上議院（拉賈雅·薩巴）議員，代表古吉拉特邦任職至2012年。其後，他於2014年當選古吉拉特邦立法會議員，代表拉傑果特西選區，並持續任職至2022年。
他於2014年11月在首席部長安南迪本·帕特爾進行的首次內閣擴編中獲任命為部長，負責古吉拉德邦的交通、水資源以及勞工與就業等事務。
2016年2月19日，魯帕尼接替R·C·法爾杜出任印度人民黨古吉拉特邦支部主席，並擔任該職務至同年8月。

## 古吉拉特邦首席部長（2016年－2021年）
2016年8月7日，在安南迪本·帕特爾（Anandiben Patel）辭去首席部長職務後，魯帕尼獲印度人民黨中央領導層任命為古吉拉特邦首席部長。 魯帕尼帶領印度人民黨參與2017年古吉拉特邦立法會選舉，該黨最終成功續任執政。他所領導的選舉運動廣泛運用了印度教民族主義（Hindutva）主題，並帶有反穆斯林言論的色彩。 2021年3月，《印度快報》將魯帕尼列入「印度百大最具影響力人物」名單。
然而，魯帕尼在應對2019冠狀病毒病疫情期間因應變不當而飽受批評，古吉拉德邦成為疫情最嚴重的地區之一。2021年4月，古吉拉特邦高等法院指出其政府對疫情的處理「不令人滿意，且缺乏透明度」。2021年9月11日，魯帕尼宣布辭去首席部長職務  ，由布潘德拉·帕特爾（Bhupendra Patel）接任。帕特爾其後帶領印度人民黨在2022年古吉拉德邦立法會選舉中獲得壓倒性勝利。
魯帕尼常被政治評論人士形容為風格低調、服從黨中央的領導人，其執政時期亦被部分觀察者稱為「代理」或「橡皮圖章式」的首席部長。他的政府在多數政策與施政風格上，基本延續了先前由印度人民黨主導的歷屆邦政府做法。

## 爭議

### 涉嫌操縱股票案
2011年1月至6月期間，包括維賈伊·魯帕尼家族產業信託（Vijay Rupani HUF）在內的22個實體，涉嫌參與薩朗化工公司（Sarang Chemicals）股票的「拉抬出貨」（pump-and-dump）操作。2017年10月27日，印度證券交易委員會（Securities and Exchange Board of India，簡稱SEBI）根據《禁止欺詐與不公平交易規則》（Prohibition of Fraudulent and Unfair Trade Practices，PFUTP）對上述22個實體處以罰款，理由包括人為製造交易量、市場操縱，以及獲取不正當利益。
SEBI調查發現，該集團先以公司市值的32.97%價格購得27,697,860股股票，後又以市值的86.18%價格售出72,408,293股。SEBI對所有涉案實體共處以6.9億盧比罰款，其中魯帕尼家族產業信託被要求在命令發布後45天內繳納150萬盧比。SEBI指出，由於涉案各方未在規定期限內回應告知函（show-cause notice），因此本次命令為單方面裁定（ex parte）。
魯帕尼否認有任何不當行為。他的辦公室表示，家族信託於2009年購入價值63,000盧比的股票，並於2011年以35,000盧比出售，實際上產生虧損而非獲利。
2017年11月8日，印度證券上訴法庭（Securities Appellate Tribunal，SAT）撤銷了SEBI的處罰命令，認為該命令是在未給予當事人陳述機會的情況下作出。截至目前未有新的公開聽證或裁定宣布，此案實質上已告結束。

## 個人生活
維賈伊·魯帕尼的妻子為安賈莉·魯帕尼（Anjali Rupani），為印度人民黨婦女部成員。兩人育有一子一女，分別為里沙布（Rishabh）與拉蒂卡（Radhika）。他們的小兒子普吉特（Pujit）早年因車禍去世。為紀念他，家族成立了「施里·普吉特·魯帕尼紀念信託基金」（Shri Pujit Rupani Memorial Trust），從事關懷弱勢的非政府組織工作。
魯帕尼曾從事股票經紀業，並曾擔任索拉特拉－卡奇證券交易所（Saurashtra-Kutch Stock Exchange）主席。

## 去世
2025年6月12日，魯帕尼搭乘印度航空171號班機，預定飛往英國倫敦的蓋特威克機場。據一位親屬表示，他此行是為了探望女兒，並準備與妻子一同返國。班機自艾哈邁達巴德薩達爾·瓦拉巴伊·帕特爾國際機場起飛不久後，即墜毀於B.J.醫學院的宿舍區。事故造成機上241人罹難，包括魯帕尼在內，另有地面33人喪生。他是繼巴爾旺特賴·梅赫塔之後，第二位因空難身亡的古吉拉特邦首席部長。